# 小月站
小月站（日语：／ Ozuki eki */?）是位於山口縣下關市小月站前一丁目，西日本旅客鐵道（JR西日本）的山陽本線車站。2018年使用總人次為724,078人。

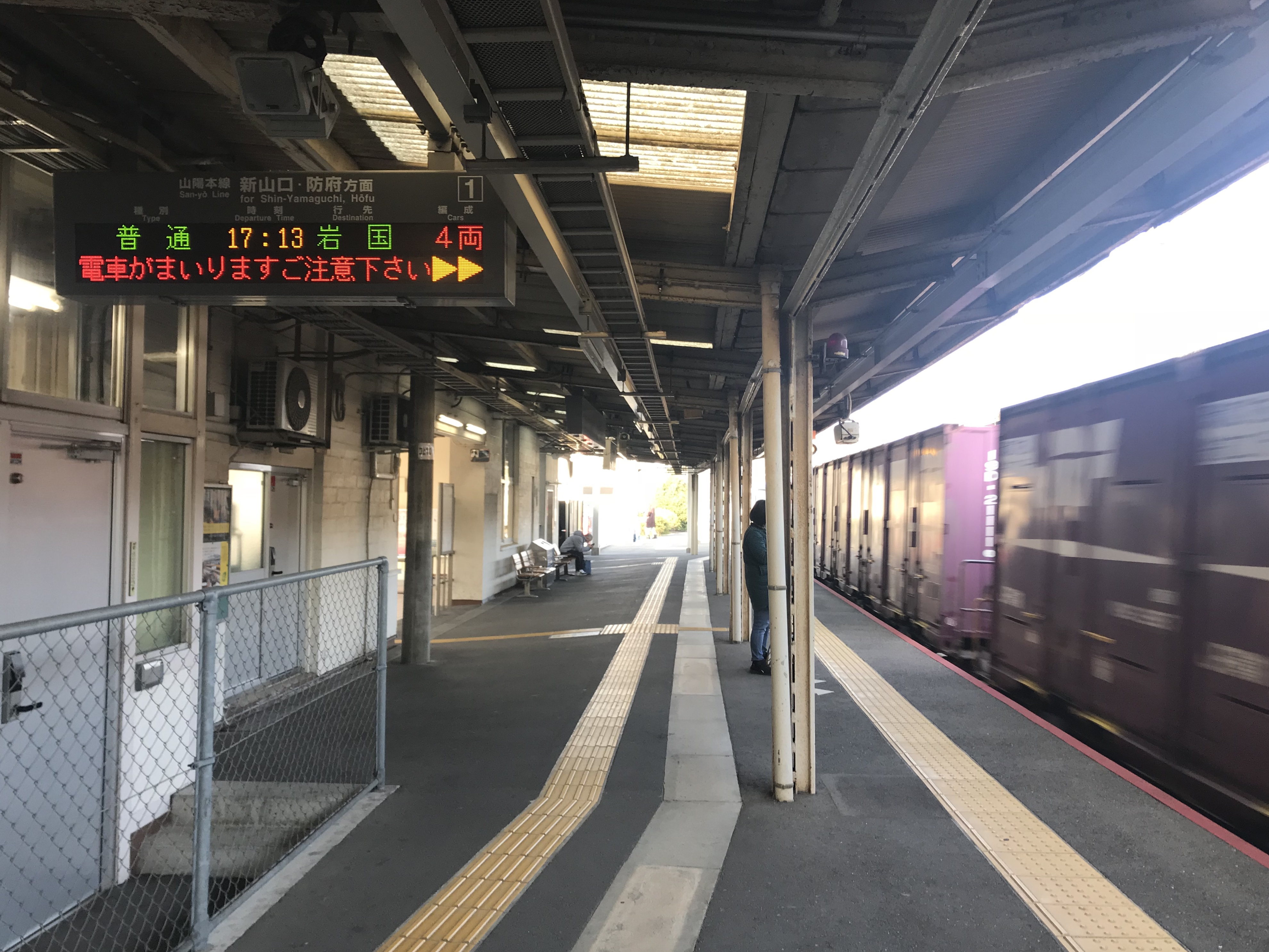
1號月台(2018年3月)

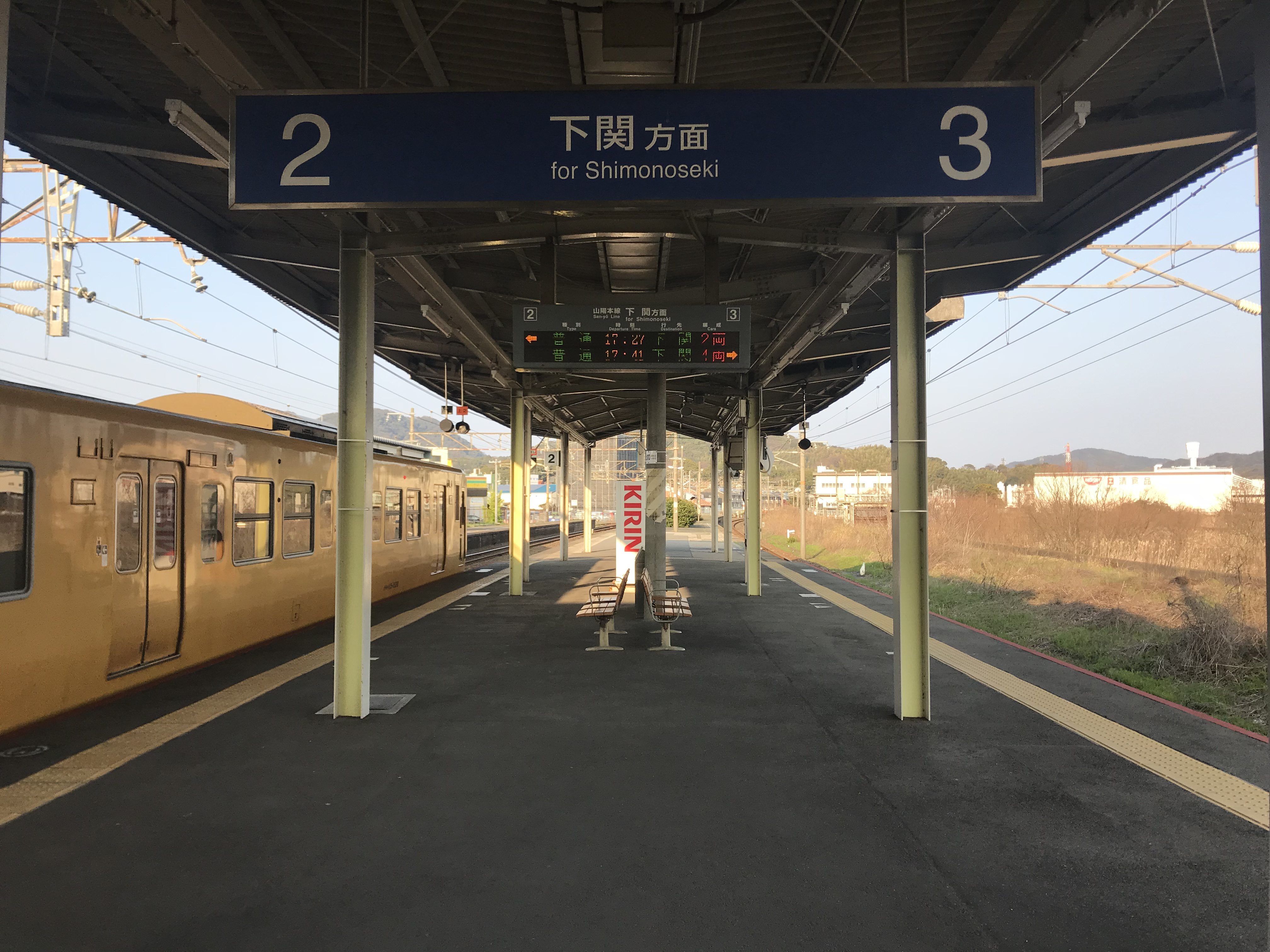
2號與3號月台(2018年3月)

## 歷史
- 1901年（明治34年）5月27日 - 山陽鐵道 厚狹站至馬關站（現時為下關站）之間開業，此站啟用。為旅客、貨運車站。
- 1906年（明治39年）12月1日 - 山陽鐵道國有化（日语：鉄道国有法），成為官設鐵道車站。
- 1909年（明治42年）10月12日 - 制定路線名稱。成為山陽本線車站。
- 1918年（大正7年）10月7日 - 長門鐵道（日语：長門鉄道）線開業。
- 1942年（昭和17年）11月1日 - 長門鐵道整合至山陽電氣軌道（日语：山陽電気軌道），成為山陽電氣軌道鐵道線。
- 1949年（昭和24年）4月1日 - 長門鐵道與山陽電氣軌道再次分離。
- 1956年（昭和31年）5月1日 - 長門鐵道線廢止。
- 1973年（昭和48年）4月11日 - 終止貨物起卸業務。
- 1987年（昭和62年）4月1日 - 伴隨國鐵分割民營化，車站由西日本旅客鐵道（JR西日本）營運。
- 1996年（平成8年）6月1日 - 車站業務由JR西日本廣島MAINTEC（日语：JR西日本広島メンテック）負責，成為業務委託車站。
- 2010年（平成22年）3月30日 - 無障礙工程完成。
- 2018年（平成30年）
  - 7月6日 - 發生2018年7月西日本豪雨使車站暫停服務。
  - 7月8日 - 新山口站至下關駅之間重開[2]。

## 車站構造
本站是地面車站，設有2面3線的混合式月台（單式、島式月台），設有中線。站房位於單式月台（1號月台）側，設有跨線橋連接島式月台（2號、3號月台）。1號月台為上行本線，3號月台為下行本線，2號月台為中線。
此站由下關地域鐵道部管理的業務委託站，由JR西日本廣島MAINTEC負責車站業務（負責車站管理、櫃臺（閘口）業務）。曾經設有電照幕式列車出發資訊牌。另外，隨著無障礙工程完成，在閘口上與各月台均各設置了1台LED式列車出發資訊牌。
由於此站位於下關市近郊住宅區，在早上和黃昏通勤、上學時段，設有區間列車來往此站至下關站之間。另外在2號月台中，觀光列車「○○之談話」會以不載客列車於此站折返。

### 月台
| 月台 | 路線      | 上下行 | 方向             |
| ---- | --------- | ------ | ---------------- |
| 1    | ■山陽本線 | 上行   | 新山口、德山方向 |
| 2・3 | ■山陽本線 | 下行   | 下關方向         |

## 使用狀況
以下為近年1日平均乘車人次列表：
| 乘車人次變化 | 乘車人次變化    |
| 年度         | 1日平均乘車人次 |
| ------------ | --------------- |
| 1999         | 2,501           |
| 2000         | 2,466           |
| 2001         | 2,424           |
| 2002         | 2,342           |
| 2003         | 2,313           |
| 2004         | 2,227           |
| 2005         | 2,148           |
| 2006         | 2,064           |
| 2007         | 2,010           |
| 2008         | 1,995           |
| 2009         | 2,004           |
| 2010         | 2,021           |
| 2011         | 2,020           |
| 2012         | 1,978           |
| 2013         | 2,039           |
| 2014         | 1,901           |
| 2015         | 1,882           |
| 2016         | 1,884           |
| 2017         | 1,899           |
| 2018         | 1,984           |

## 車站周邊
在1975年3月10日新下關站中的新幹線啟用，使此站的站商店街使用人次開始低迷。特別現時郊外大型店鋪影響，除了Arc以外，市內商店街均為鬼城。
- 小月郵局（日语：小月郵便局）
- Sun Mall商店街
  - Arc（日语：丸久）小月店
- 日清食品下關工廠
- 禧瑪諾下關工廠
- 國道491號（日语：国道491号）
- 防衛省海上自衛隊小月航空基地（日语：小月航空基地）
- 下關市立東部中學
- 下關市立小月小學
- 下關市立清末小學
- 下關文化產業專門學校
- 下關福利專門學校

## 路線巴士
站前為設有山電交通巴士總站。但是以小月站為終站的班次較少，大部分均於車站以東2公里的小月營業所為終站。站前設有山電交通的櫃臺，但在2007年關閉。另外，在車站北邊約300米處小月局前巴士站，該處設有前往山口宇部機場的高速巴士。
以下為巴士目的地：
長府、唐戶、下關站、市民醫院、小月營業所、埴生、小野田站、大學醫院、宇部新川站、宇部中央、菊川町、豐田町西市、御注連、俵山溫泉、湯本溫泉、長門市站、仙崎廚房、青海島、東行庵、湯谷、紐西蘭村、厚保、美禰站
此站設有前往一之俁溫泉的免費穿梭巴士乘車處。毎日設有2班，所需時間45分鐘。

## 相鄰車站
西日本旅客鐵道
■山陽本線
埴生－小月－長府

### 曾經存在的路線
長門鐵道
長門鐵道線
小月－長門上市

## 注腳
1. ↑  山口県(2019)『山口県統計年鑑』。
2. ↑  . 朝日新聞. 2018-07-07. （原始内容存档于2018-07-16）.
3. ↑  山口縣統計年鑑

## 外部連結
- 小月｜車站資訊：JR出門網 - 西日本旅客鐵道